# Racławice (gmina)
Racławice (powstała 1 kwietnia 1991 z podziału gminy Racławice-Pałecznica) – gmina wiejska w województwie małopolskim, w powiecie miechowskim. W latach 1991–1998 gmina położona była w województwie kieleckim.
Siedziba władz gminy to Racławice.
Według danych z 30 czerwca 2004 gminę zamieszkiwało 2566 osób.
Jest to najmniejsza pod względem liczby ludności gmina województwa małopolskiego.

## Struktura powierzchni
Według danych z roku 2002 gmina Racławice ma obszar 59,18 km², w tym:
- użytki rolne: 77%
- użytki leśne: 16%

Gmina stanowi 8,74% powierzchni powiatu.

## Demografia

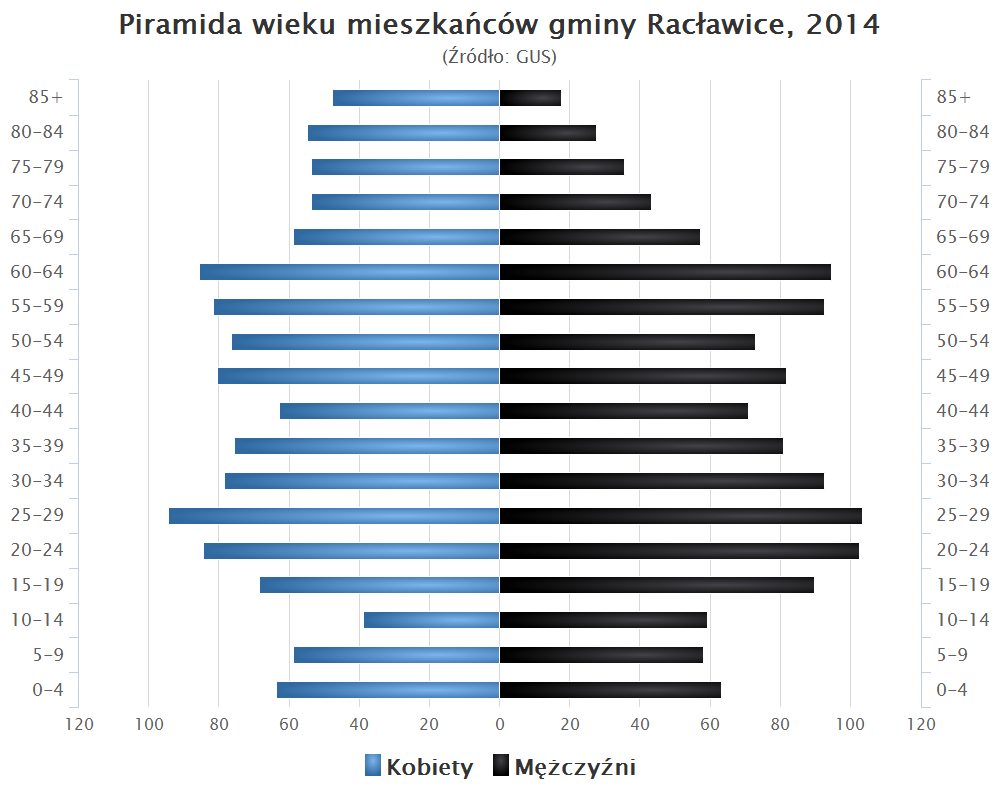
Piramida wieku mieszkańców gminy Racławice w 2014 roku

Dane z 30 czerwca 2004:
| Opis                              | Ogółem | Ogółem | Kobiety | Kobiety | Mężczyźni | Mężczyźni |
| --------------------------------- | ------ | ------ | ------- | ------- | --------- | --------- |
| Jednostka                         | osób   | %      | osób    | %       | osób      | %         |
| Populacja                         | 2566   | 100    | 1254    | 48,9    | 1312      | 51,1      |
| Gęstość zaludnienia [mieszk./km²] | 43,4   | 43,4   | 21,2    | 21,2    | 22,2      | 22,2      |

## Sąsiednie gminy
Działoszyce, Miechów, Pałecznica, Radziemice, Skalbmierz, Słaboszów

## Przypisy

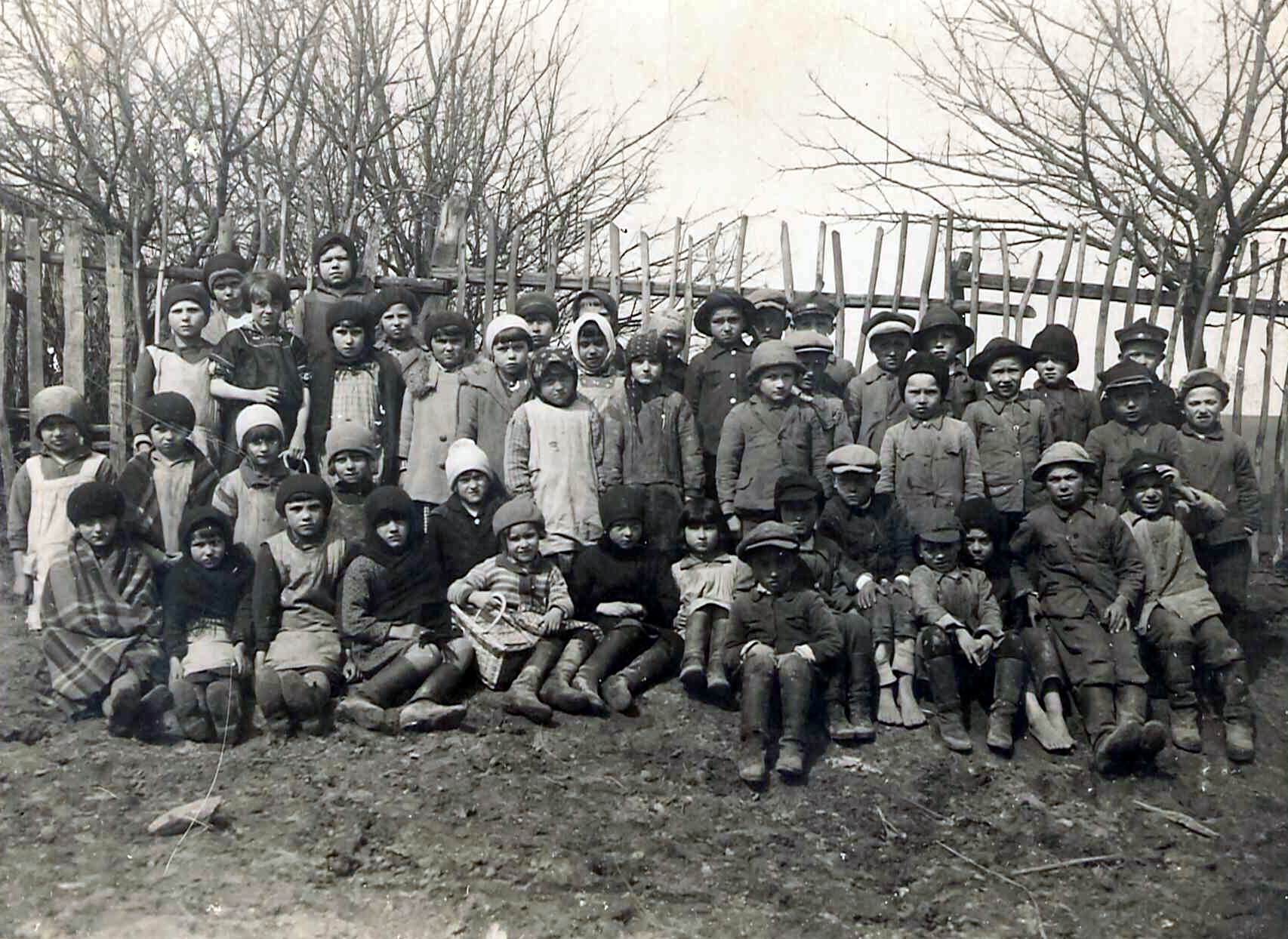
Uczniowie drugiej klasy Szkoły Powszechnej w Racławicach, 1932 r.